# Фостер, Лиззи
Лиззи Джейн Фостер (до замужества — Калверт; англ. Lizzie Jane Foster (Calvert); 10 сентября 1856, Виктория — 9 февраля 1948, Вест-Монктон, Сомерсет) — британская лучница. Участница летних Олимпийских игр 1908 года.

## Биография
Лиззи Фостер родилась 10 сентября 1856 года в австралийском штате Виктория.
Выступала в соревнованиях по стрельбе из лука за клуб «Долина Белой Лошади» из города Роял-Вуттон-Бассет.
В 1908 году вошла в состав сборной Великобритании на летних Олимпийских играх в Лондоне. Участвовала в стрельбе из лука в двойном национальном круге: 96 стрел с 60 ярдов и 48 стрел с 50 ярдов. Заняла 7-е место, набрав 553 очка и уступив 135 очков завоевавшей золото Куини Ньюолл из Великобритании. 51-летняя Фостер входила в пятёрку самых возрастных участниц турнира, уступая Эмили Раштон (род. 1850), Маргарет Уидон (род. 1853), Куини Ньюолл (род. 1854) и Жанетте Ванс (род. 1855).
Умерла 9 февраля 1948 года в британской деревне Вест-Монктон.